# Tricotage des Vosges
La société Tricotage des Vosges créée en 1994 par Jacques Marie, ancien directeur de DIM, est une entreprise familiale française rassemblant les marques de chaussettes et collants Bleuforêt et des chaussettes Olympia.

## Historique
Fin 1994, à la suite de l'annonce de DIM de la délocalisation de sa production de chaussettes, le président en place, Jacques Marie quitte DIM pour reprendre, à titre personnel, l’usine vosgienne de Vagney (18,000 m2, 220 emplois) destinée à être fermée,. Il crée sa propre société, appelée Tricotage des Vosges. Afin de faire face à ce défi industriel, les machines de l'usine de Vagney sont modernisées et le personnel formé. 
Tricotage des Vosges lance sa propre marque de chaussettes et collants pour hommes et femmes qu'elle nomme Bleuforêt,. Cette production est sur le site de Vagney,. En 2010, Tricotage des Vosges reprend la marque de chaussettes Olympia en liquidation judiciaire,. Les chaussettes Olympia sont produites en Europe, en partie en Bulgarie et en partie en France, sur les sites de Vagney et de Romilly-sur-Seine,. Cinq années ont été nécessaires pour parachever la fusion. Les deux marques sont complémentaires, Bleu Forêt étant positionnée plus haut de gamme qu'Olympia,.
En 2015, Tricotage des Vosges compte 240 salariés, répartis sur trois sites à travers la France: 168 à Vagney, 62 à Romilly et 10 à Paris. L'entreprise se concentre sur ses propres marques et progresse à l'export.
L'usine de Vagney est équipée de 230 métiers à tricoter circulaires de dernière génération. La société investit régulièrement pour améliorer son parc de machines,. Outre la haute technicité du tricotage, l’usine est équipée de formeuses et de machines permettant le contrôle automatique de conformité: 30.000 paires de chaussettes et collants sont produites chaque jour.